# Liste der Stolpersteine in Heerenveen
Die Liste der Stolpersteine in Heerenveen umfasst die Stolpersteine, die vom deutschen Künstler Gunter Demnig in Heerenveen in der niederländischen Provinz Fryslân verlegt wurden. Stolpersteine sind Opfern des Nationalsozialismus gewidmet, all jenen, die vom NS-Regime deportiert, ermordet, in die Emigration oder in den Suizid getrieben wurden. Demnig verlegt für jedes Opfer einen eigenen Stein, im Regelfall vor dem letzten selbst gewählten Wohnsitz.

## Verlegte Stolpersteine
In Heerenveen wurden zwölf Stolpersteine verlegt, die sich an fünf Verlegeorten befinden.
| Stolperstein | Übersetzung                                                                   | Verlegort                  | Name, Leben                       |
| ------------ | ----------------------------------------------------------------------------- | -------------------------- | --------------------------------- |
|              | HIER WOHNTE JOHANNA BLOCH GEB. 1856 GEDEMÜTIGT VERSTORBEN 2.2.1941 HEERENVEEN | Schoolsteeg 4 Heerenveen   | Johanna Bloch (1856–1941)         |
|              | HIER WOHNTE GERRIT LEEFSMAN GEB. 1883 ERMORDET 28.5.1943 SOBIBOR              | Asterstraat 17 Heerenveen  | Gerrit Leefsma (1883–1943)        |
|              | HIER WOHNTE HEIMAN PH. LEEFSMAN GEB. 1908 ERMORDET 23.4.1943 SOBIBOR          | Asterstraat 17 Heerenveen  | Heiman Philip Leefsma (1908–1943) |
|              | HIER WOHNTE IZAAK LEEFSMA GEB. 1908 ERMORDET 8.2.1943 AUSCHWITZ               | Asterstraat 17 Heerenveen  | Izaak Leefsma (1908–1943)         |
|              | HIER WOHNTE MAGALINA B. LEEFSMA GEB. 1917 ERMORDET 29.10.1942 AUSCHWITZ       | Asterstraat 17 Heerenveen  | Magalina B. Leefsma (1917–1942)   |
|              | HIER WOHNTE REINA LEEFSMA-VAN DAM GEB. 1879 ERMORDET 28.5.1943 SOBIBOR        | Asterstraat 17 Heerenveen  | Reina Leefsma-van Dam (1979–1943) |
|              | HIER WOHNTE SALOMON VAN LOON GEB. 1876 ERMORDET 23.11.1942 AUSCHWITZ          | Molenstraat 8 Heerenveen   | Salomon van Loon (1876–1942)      |
|              | HIER WOHNTE JELTJE VAN LOON-SMEER GEB. 1879 ERMORDET 23.11.1942 AUSCHWITZ     | Molenstraat 8 Heerenveen   | Jeltje van Loon-Smeer (1879–1942) |
|              | HIER WOHNTE MAX. J. ROEPER GEB. 1901 ERMORDET 11.1.1944 AUSCHWITZ             | Oude Koemarkt 6 Heerenveen | Max. J. Roeper (1901–1944)        |
|              | HIER WOHNTE ARON SMEER GEB. 1873 ERMORDET 21.1.1943 AUSCHWITZ                 | Schoolsteeg 4 Heerenveen   | Aron Smeer (1973–1943)            |
|              | HIER WOHNTE MIETJE SMEER-SLAGER UMGEKOMMEN 25.12.1942 WESTERBORK              | Schoolsteeg 4 Heerenveen   | Mietje Smeer-Slager (–1942)       |
|              | HIER WOHNTE SAMUËL WOLF GEB. 1881 GEDEMÜTIGT VERSTORBEN 12.10.1941 HEERENVEEN | Lindegracht 13 Heerenveen  | Samuël Wolf (1881–1941)           |

## Verlegedatum
Die Stolpersteine wurden am 12. April 2022 durch den Künstler Gunter Demnig verlegt.